# Fanmeile

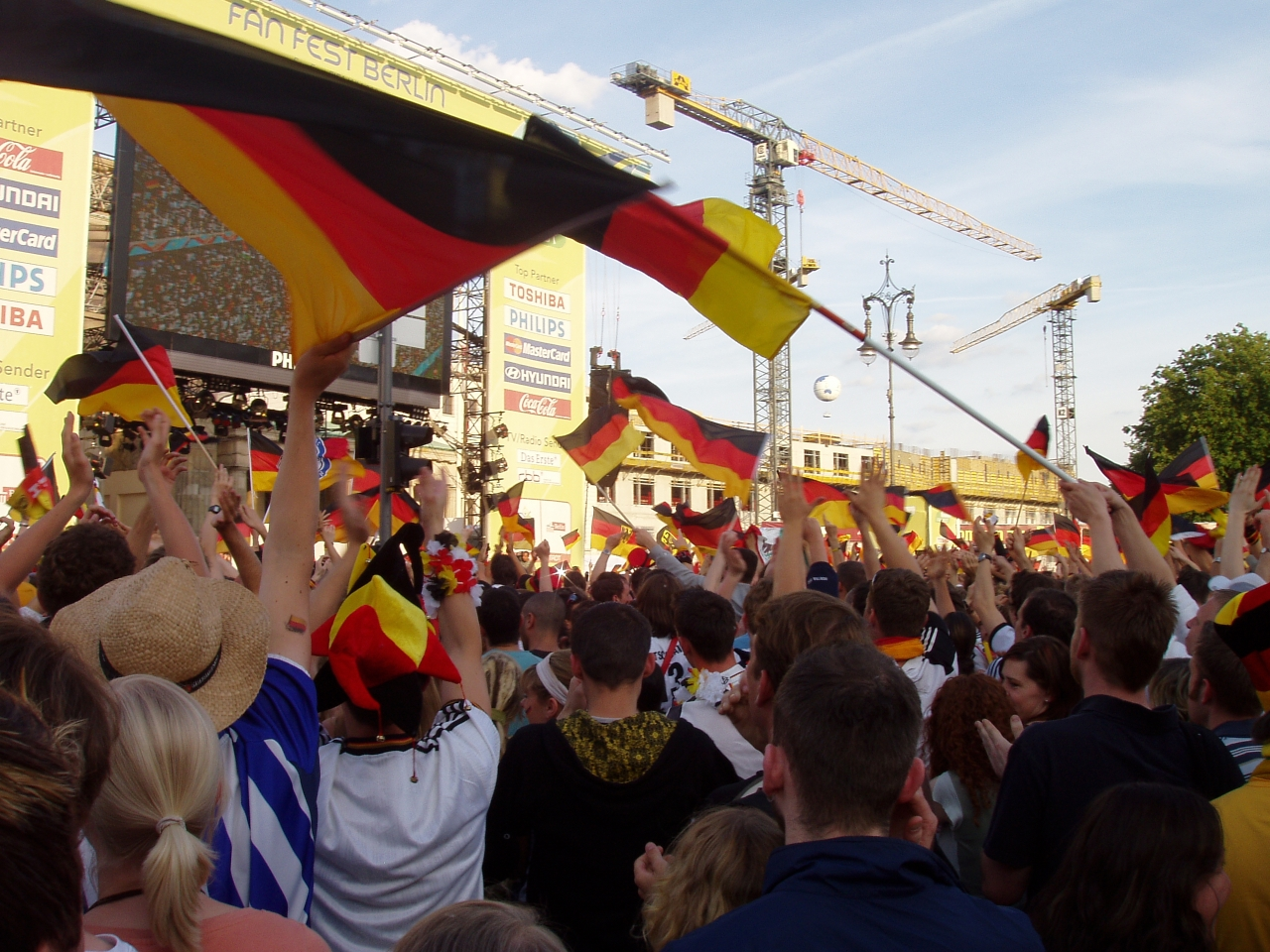
Jubel auf der Fanmeile in Berlin vor dem Brandenburger Tor am 9. Juni 2006

Als Fanmeile, Fanfest bzw. Fanzone werden Bereiche auf öffentlichen Plätzen bezeichnet, die Sportübertragungen mittels Großbildleinwand für eine große Menschenmenge ermöglichen. Der Begriff wurde zur Fußball-Weltmeisterschaft 2006 in Deutschland geprägt, als erstmals „FIFA Fan Feste“ bzw. „FIFA-Fanfeste“ an allen Spielorten eingerichtet wurden. Ursprünglich waren sie als Ausweichstätten für Fußballbegeisterte (Fans) gedacht, die keine Eintrittskarten zu den Spielen bekommen hatten. Schnell aber entwickelte diese Form des gemeinsamen Fußballguckens dann eine eigene Attraktivität – unter dem Namen „Public Viewing“.
FIFA-Fanmeilen befanden sich an allen Spielorten, wie etwa Berlin, Hamburg, Hannover, Nürnberg, München, Frankfurt am Main, Stuttgart, Gelsenkirchen (Glückaufkampfbahn), Dortmund, Leipzig, Kaiserslautern oder Köln und zudem unter anderer Trägerschaft in allen größeren Städten. Mit einer offiziellen Kapazität von 900.000 Menschen, nach anfänglichen 300.000, was nochmals das während des Turnierverlaufs gesteigerte Interesse an Fanmeilen unterstreicht, war die Fanmeile Berlin die größte aller Fanmeilen.
Zur folgenden Fußball-Europameisterschaft 2008 in Österreich und der Schweiz wurden an den Spielorten ebenfalls offizielle Fanmeilen von FIFA und der UEFA eingerichtet sowie bei der Fußball-Weltmeisterschaft 2010 in Südafrika, der Fußball-Europameisterschaft 2012 in Polen und der Ukraine und der Fußball-Weltmeisterschaft 2014 in Brasilien. Immer wieder wurde auch in Deutschland wieder eine Fanmeile auf der Fanmeile Berlin errichtet. Auch für die Fußball-Europameisterschaft 2016 in Frankreich wurden entsprechende Einrichtungen sowohl an den Spielorten, als auch in Berlin eingerichtet.
Die Gesellschaft für deutsche Sprache würdigte den prägenden Charakter der Fußballweltmeisterschaft auf die Stimmung in Deutschland mit der Wahl von „Fanmeile“ zum Wort des Jahres 2006: Damit wurden Orte bezeichnet, die während der WM in Deutschland Fans aus aller Welt zu Hunderttausenden aufsuchten, um dort ihrem ganz besonderen Lebensgefühl Ausdruck zu verleihen.